# Myzopoda schliemanni
Myzopoda schliemanni é uma espécie de morcego da família Myzopodidae. É uma espécie endêmica de Madagascar.